# Šacharit
| Židé a judaismus |
| Židé • Judaismus • Kdo je Žid |
| Ortodoxní • Konzervativní (Masorti) Progresivní (Reformní - Liberální) • Ultraortodoxní Samaritáni • Falašové • Karaité                                                                                            |
| Etnické skupiny a jazyky |
| Aškenázové • Sefardové • Mizrachim Hebrejština • Jidiš • Ladino • Ge'ez • Buchori |
| Populace (vývoj) |
| Evropa • Amerika • Asie • Afrika • Austrálie |
| Náboženství |
| Bůh • Principy víry • Boží jména 613 micvot • Halacha • Noachidské zákony Mesiáš • Eschatologie |
| Židovské myšlení, filosofie a etika |
| Židovská filosofie Cdaka • Musar • Vyvolenost Chasidismus • Kabala • Haskala |
| Náboženské texty |
| Tóra • Tanach • Mišna • Talmud • Midraš Tosefta • Mišne Tora • Šulchan aruch Sidur • Machzor • Pijut • Zohar |
| Životní cyklus, tradice a zvyky |
| Obřízka • Pidjon ha-ben • Simchat bat • Bar micva Šiduch • Svatba • Ketuba • Rozvod (Get) • Pohřeb Kašrut • Židovský kalendář • Židovské svátky Talit • Tfilin • Cicit • Kipa Mezuza • Menora • Šofar • Sefer Tora |
| Významné postavy židovství |
| Abrahám • Izák • Jákob • Mojžíš Šalomoun • David • Elijáš • Áron Maimonides • Nachmanides • Raši Ba'al Šem Tov • Ga'on z Vilna • Maharal                                                                           |
| Náboženské budovy a instituce |
| Chrám • Synagoga • Ješiva • Bejt midraš Rabín • Chazan • Dajan • Ga'on Kohen (kněz) • Mašgiach • Gabaj • Šochet Mohel • Bejt din • Roš ješiva                                                                      |
| Židovská liturgie |
| Šema • Amida • Kadiš Minhag • Minjan • Nosach Šacharit • Mincha • Ma'ariv • Musaf |
| Dějiny Židů |
| starověk • středověk • novověk |
| Blízká témata |
| Antisemitismus • Gój • Holocaust • Izrael Filosemitismus • Sionismus Abrahámovská náboženství |
| z • d • e |

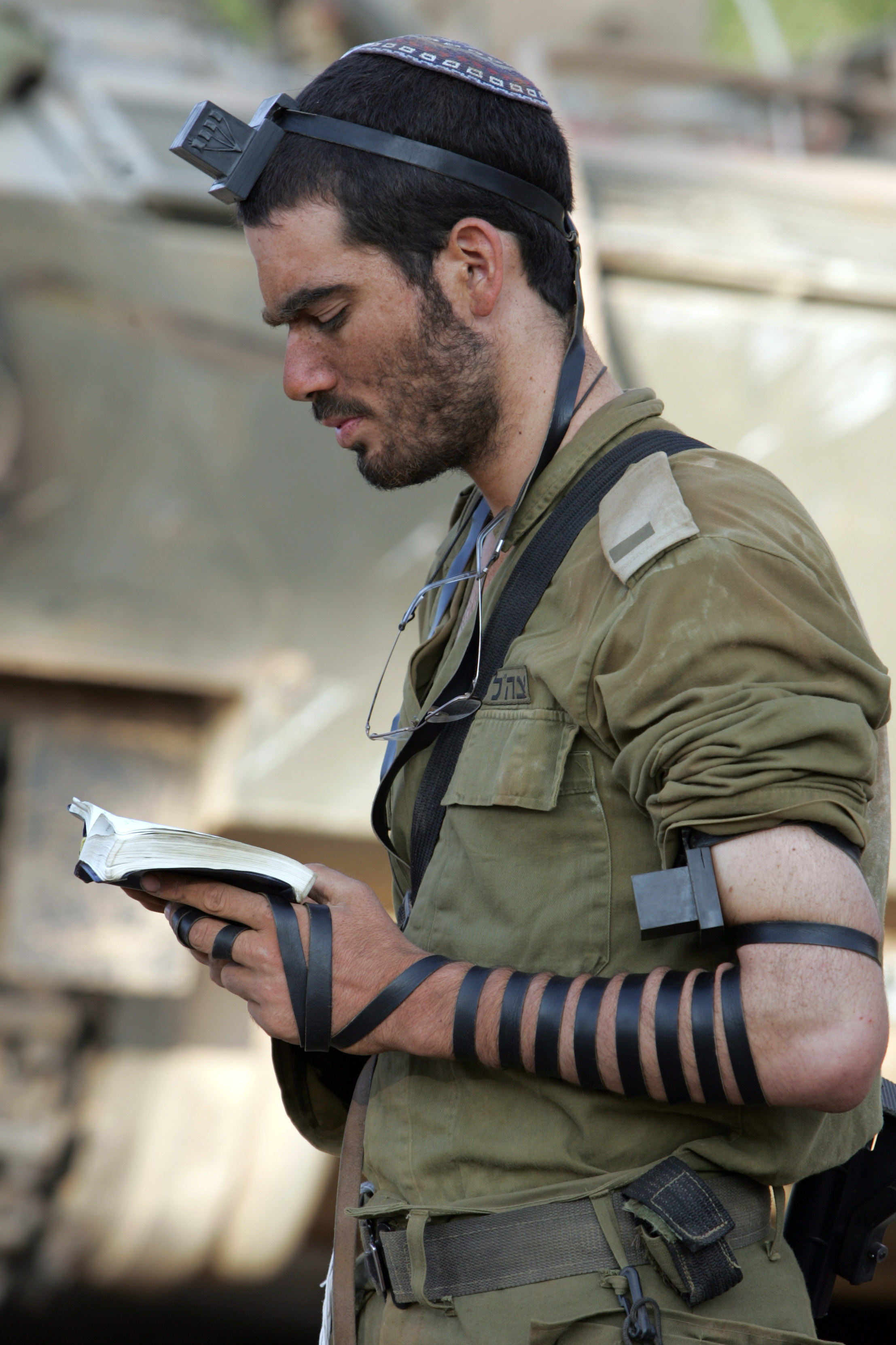

Šacharit (hebrejsky שחרית‎ od slova שחר‎ šachar, úsvit) neboli ranní modlitba je ranní židovská bohoslužba a zároveň nejdelší z bohoslužeb v judaismu. Podle tradice ji ustanovil Abrahám a později byla ztotožněna s ranní každodenní obětí (tamid) v jeruzalémském Chrámu. Podle pozdější rabínské teze v Talmudu je každodenní oběť nahrazena právě touto modlitbou.

## Jednotlivé části ranní modlitby

### Šacharit pro všední dny
Ranní požehnání – birchot ha-šachar
V této části, která není součástí samotné synagogální liturgie vzdává modlící se chválu Bohu za to, že jej probudil do dalšího dne jako svobodného a bohabojného člověka. Během této části si modlící se navazuje tfilin a obléká talit.
Korbanot – oběti
úryvky z Tóry a Talmudu popisující klíčové části chrámové liturgie.
Psukej de-zimra
Aramejsky „Verše písní“ – soubor žalmů a chvalozpěvů.
Šema Jisra'el
Vyznání víry, a příslušných požehnání.
Amida
Ústřední modlitba, skládající se z devatenácti požehnání.
Tachanun
Kajícná tichá modlitba, která se recituje ve dvou verzích a pouze o všedních dnech.
Čtení z Tóry
V pondělí a čtvrtek, vyvoláni jsou tři lidé.
Ašrej
Dosl. „Blaze těm“, žalm 145.
Alejnu
Chvalozpěv nazvaný podle úvodních slov „Nám přísluší chválit Pána všeho.“ Připojuje se žalm 20 a modlitba U-va le-Cijon.
Závěr bohoslužby
Žalm pro daný den v týdnu a další žalmy k různým příležitostem, chvalozpěv Ejn k-Elohejnu a čtení pasáží o přípravě kadidla.

### Šacharit pro svátky
O svátcích je šacharit delší, především pak část psukej de-zimra, během které se recitují další pasáže týkající se dne odpočinku nebo svátků. Delší je čtení z Tóry, ke kterému je vyvoláno čtyři (roš chodeš, chol ha-mo'ed) pět (svátky), šest (Jom kipur) nebo sedm lidí (šabat).
Na svátky se také nenavazují tfilin, věřící oblékají pouze talit. Výjimkou je Tiš'a be-av, kdy se na šacharit neobléká ani talit, ale obojí se obléká na mincha.

## Čas ranní modlitby
Čas pro šacharit se odvíjí od jádra bohoslužby, čtení Šema, jehož čas je stanoven v Mišně jako období od rozbřesku až do konce první čtvrtiny dne. Čas pro recitaci Amidy je vymezen východem slunce a jednou třetinou dne. Nejzazší termín pro dokončení ranní bohoslužby je poledne.